# Чоличе
Чоличе́, или Чолавча́, или Челиче́ (перс. چليچه‎) — небольшой город на юго-западе Ирана, в провинции Чехармехаль и Бахтиария. Входит в состав шахрестана  Фарсан.
На 2006 год население составляло 4 656 человек.

## География
Город находится в северной части Чехармехаля и Бахтиарии, в горной местности центрального Загроса, на высоте 2 033 метров над уровнем моря.
Чоличе расположен на расстоянии приблизительно 22 километров к юго-западу от Шехре-Корда, административного центра провинции и на расстоянии 385 километров к юго-западу от Тегерана, столицы страны.